# NGC 6249
NGC 6249 est un jeune amas ouvert découvert par l'astronome écossais James Dunlop en 1826.
Selon la classification des amas ouverts de Robert Trumpler, cet amas renferme moins de 50 étoiles (lettre p) dont la concentration est moyenne (II) et dont les magnitudes se répartissent sur un petit intervalle (le chiffre 1). Cepedant, selon le catalogue Lynga l'amas refermerait entre 50 et 100 étoiles (m) dont les magnitudes se répartissent sur un intervalle moyen (2). Cependant, Lynga indique que l'amas renferme 30 membres. Cette contradiction entre la classification et le nombre de membres n'est pas rare dans le catalogue Lynga.

## Observation
Avec une magnitude visuelle de 8,2, on peut observer l'amas avec des jumelles dont l'ouverture est de 40 à 50 mm ou avec un petit télescope.

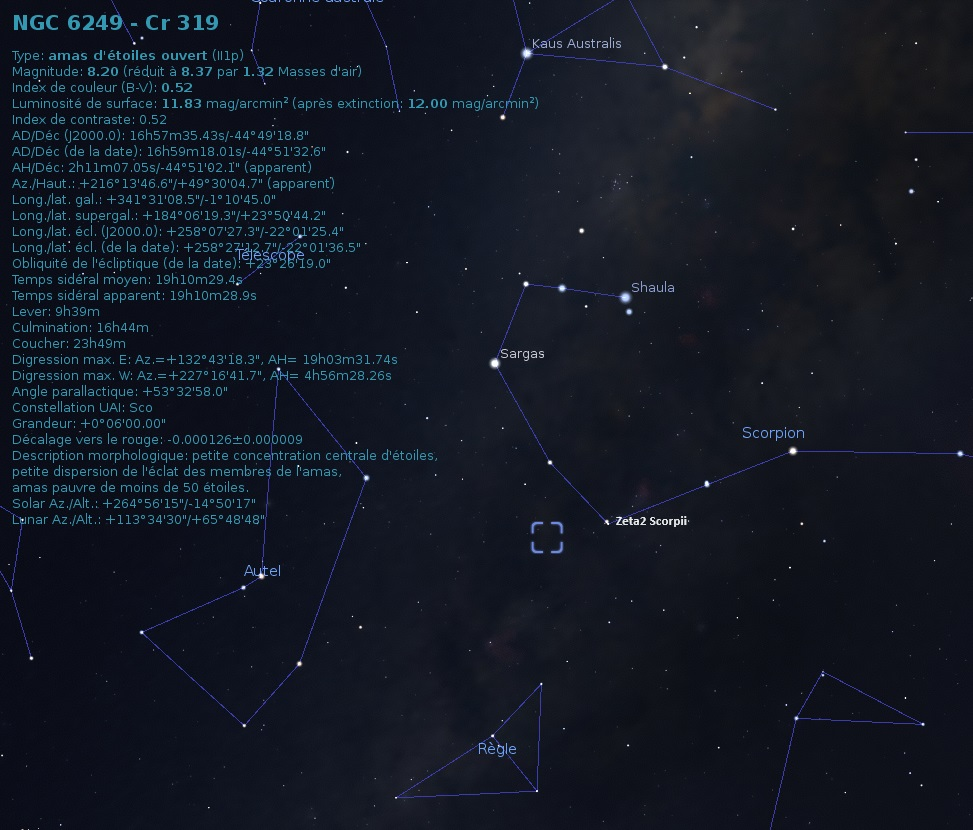
Localisation de NGC 6249 dans la constellation du Scorpioni.

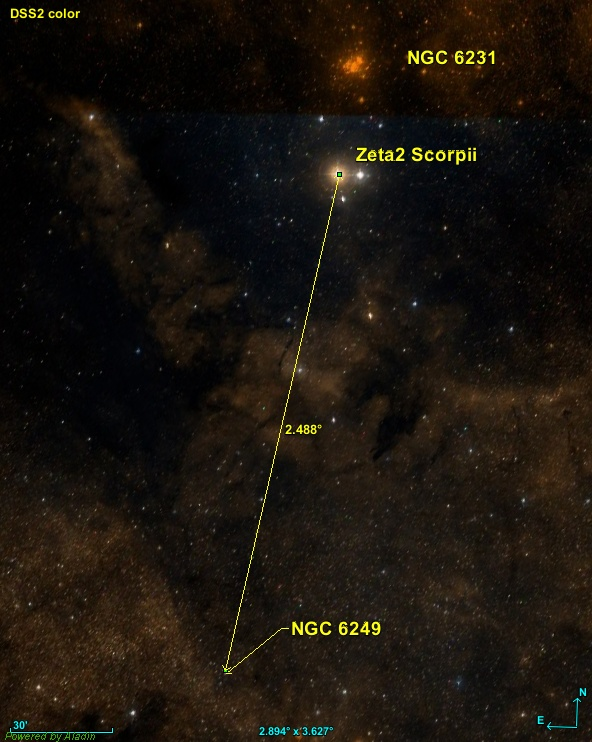
Position de NGC 6249 par rapport une étoile.

NGC 6249 est situé à environ 2,5 degré au sud-est de l'étoile Zeta2 Scorpii.

## Caractéristiques
Certaines caractéristiques apparaissent sur la base de données Simbad, mais une publication très récente (2023) basée sur les mesures de la parallaxe par le satellite Gaia a permis une mise à jour importante des données. Les données du « GAIA EARLY DATA RELEASE 3 (GAIA EDR3) » ont également permis aux auteurs (Almeida, Monteiro et Dias) de cette publication d'estimer la masse de 773 amas ouverts, dont celle de NGC 6249 qui est de 297 ± 59 {\displaystyle M_{\odot }}.

### Distance, taille et vitesse
Selon Almeida et ses collègues, cet amas est à 1 144 ± 12 pc du système solaire.
La parallaxe moyenne des étoiles de l'amas a été obtenue des mesures effectuées par le satellite Gaia. Quatre valeurs différentes publiées dans de récents articles (2018 à 2021) sont indiquées sur la base de données Simbad : 0,828 ± 0,034 mas, 0,788 ± 0,059 mas, 0,788 ± 0,054 mas, et 0,788 ± 0,07 mas. La valeur moyenne de la parallaxe est égale à 0,798 0 ± 0,023 6 mas, ce qui correspond à une distance de 1253 +38
−36 pc. Cette distance est compatible quoique légèrement supérieure à celle proposée par Almeida et ses collègues.
Selon les sources, la taille apparente de l'amas est de 5′, de 6′ ou de 7,6′ (6,3 ± 1,3') ce qui, compte tenu de la distance de 1 144 ± 12 pc et grâce à un calcul simple, équivaut à une taille réelle de 6,8 ± 1,3 al.
Une seule vitesse est indiquée sur la base de données Simbad, soit −37,60 ± 2,77 km/s.

### Métallicité
Simbad rapporte une seule valeur de la métallicité, soit +0,115. Selon Almeida et ses collègues, la métallicité de l'amas est égale à 0,076 ± 0,060. Selon cette valeur, le pourcentage d'éléments lourds (plus lourd que l'hydrogène et l'hélium) de cet amas serait compris entre 104% et 137% (100,076 ± 0,060) de celui du Soleil.

### Âge
Webda et Lynga indiquent un âge de 24,3 millions d'années (log10=7,386),, ce qui est presque le même âge 22,2 millions d'années préconisé par Almeida.

## Étoiles
On peut obtenir les données de certaines des étoiles situées dans le champ de vision de cet amas sur Simbad en utilisant la requête NGC 6249 Num, où Num est un nombre de 1 à 15. Le tableau ci-dessous indique les propriétés des quinze étoiles les plus brillantes près de l'amas.
Sept des étoiles de ce tableau montrent des caractéristiques communes, distance et mouvement propre, et sont sûrement membres de NGC 6249. Quatre étoiles sont trop rapprochées ou trop éloignées pour en faire partie. On ne connait ni la distance ni le mouvement propre de l'une des étoiles. Quant aux trois autres, leur distance est semblable, mais elles présentent un mouvement propre différent.
| Num # | Nom         | α                | δ                 | type | P (mas)         | d (pc)     | μα* (mas/an) | μδ* (mas/an) | mV    | Rem        |
| ----- | ----------- | ---------------- | ----------------- | ---- | --------------- | ---------- | ------------ | ------------ | ----- | ---------- |
| #2    | HD 3292167  | 16h 57m 39.2276s | -44° 47′ 59.7960″ | K    | 1,7791 ± 0,0152 | 562 ± 5    | -4,205       | -7,724       | 9,86  | Nm         |
| #4    | CD-44 11305 | 16h 57m 41.7314s | -44° 47′ 16.7102″ | G7II | 1,3304 ± 0,0348 | 752 ± 20   | -8,118       | -16,493      | 10,28 | Nm & B. S. |
| #1    | HD 329213   | 16h 57m 47.7625s | -44° 51′ 05.3530″ | B3   | 0,8807 ± 0,0301 | 1135 ± 39  | 1,576        | -3,527       | 9,79  |            |
| #8    | CD-44 11306 | 16h 57m 47.8354s | -44° 49′ 11.6884″ | B5   | 0,8525 ± 0,017  | 1173 ± 23  | 1,491        | -3,445       | 11,1  |            |
| #7    | HD 329215   | 16h 57m 38.6976s | -44° 49′ 46.4908″ | A0   | 0,8356 ± 0,0172 | 1197 ± 25  | 1,561        | -3,433       | 10,5  |            |
| #14   | NGC 6249 14 | 16h 57m 48.5042s | -44° 48′ 18.7877″ |      | 0,8307 ± 0,0179 | 1204 ± 26  | 1,806        | -3,390       | 12,34 |            |
| #9    | NGC 6249 9  | 16h 57m 42.7009s | -44° 47′ 08.7758″ |      | 0,8277 ± 0,0166 | 1208 ± 24  | 1,602        | -3,508       | 13,03 |            |
| #10   | NGC 6249 10 | 16h 57m 42.9124s | -44° 46′ 47.8714″ |      | 0,8079 ± 0,0188 | 1238 ± 29  | 1,415        | -3,441       | 12,89 |            |
| #6    | NGC 6249 6  | 16h 57m 34.8609s | -44° 47′ 50.4671″ |      | 0,801 ± 0,0166  | 1248 ± 26  | 1,761        | -3,473       | 12,38 |            |
| #11   | NGC 6249 11 | 16h 57m 47.4015s | -44° 46′ 57.5773″ |      | 0,7917 ± 0,0171 | 1263 ± 27  | 2,076        | -1,814       | 13,04 | M?         |
| #12   | NGC 6249 12 | 16h 57m 48.8039s | -44° 47′ 35.7408″ |      | 0,7767 ± 0,0151 | 1287 ± 25  | 1,636        | -1,777       | 12,84 | M?         |
| #5    | NGC 6249 5  | 16h 57m 39.1538s | -44° 47′ 30.9278″ | B3:V | 0,7174 ± 0,0304 | 1394 ± 59  | 1,667        | -3,113       | 11,32 | M?         |
| #3    | HD 329217   | 16h 57m 41.4583s | -44° 46′ 55.6691″ | A0   | 0,6554 ± 0,0149 | 1526 ± 35  | -0,319       | -4,537       | 10,83 | Nm         |
| #15   | NGC 6249 15 | 16h 57m 44.7391s | -44° 48′ 32.5270″ |      | 0,5755 ± 0,0653 | 1738 ± 197 | -1,977       | -4,551       | 13,51 | Nm         |
| #13   | NGC 6249 13 | 16h 57m 49.97s   | -44° 47′ 55.0″    |      | ?               | ?          | ?            | ?            | 14,48 | Nm         |

- Nm = Non membre
- B. S. = binaire spectroscopique
- M? = Peut-être membre ou pas

Simbad montre aussi un bouton nommé Children. En cliquant sur ce bouton, on atteint une section de cette base de données qui renferme un tableau contenant 71 entrées pour NGC 6249. Cependant, des étoiles (les Children) peuvent apparaître plusieurs fois dans la deuxième colonne du tableau, d'où le nombre de liens bibliographiques qui est supérieure au nombre d'étoiles. La quatrième colonne de ce tableau indique la probabilité que l'étoile appartienne à l'amas. En cliquant sur le titre de cette colonne, on peut classer la probabilité par ordre croissant ou décroissant. En cliquant sur la désignation de l'étoile, on atteint la page de Simbad qui résume ses propriétés.